# Perdita dimidiata
Perdita dimidiata är en biart som beskrevs av Timberlake 1962. Perdita dimidiata ingår i släktet Perdita och familjen grävbin. Inga underarter finns listade i Catalogue of Life.